# International Union of Geological Sciences
International Union of Geological Sciences, IUGS, är en internationell vetenskaplig organisation som grundades 1961 och har idag 117 medlemsländer. IUGS sekretariat finns för närvarande i Beijing vid Kinas Akademi för Geovetenskaper.
Organisationen ska verka för att stödja utvecklingen av geovetenskaperna genom stöd av breda vetenskapliga studier som relaterar till hela jorden. Man ska tillämpa resultaten från dessa och andra studier för att bevara jordens naturliga miljö, använda jordens naturresurser på ett klokt sätt och förbättra välståndet för länder och livkvaliteten för alla människor. Man ska också öka allmänhetens medvetenade om geologi och en avancerad geologisk utbildning i dess mest allmänna betydelse. 
Tillsammans med Unesco har man så kallade Joint programs. Dessa är till exempel International Geoscience Programme (IGCP) och IGC, International Geological Congress, världens största internationella geologiska kongress.
Man har också tagit olika initiativ för att sprida geovetenskap. Detta inkluderar till exempel International Year of Planet Earth, 2007-2009. FN:s generalförsamlingen beslutade den 22 december 2005 att 2008 skulle vara Geovetenskapens år.